# Paseo de la Estación (Jaén)
El Paseo de la Estación jiennense es una de las principales vías de la ciudad. Construida en 1881, cruza la ciudad de sur a norte, uniendo el centro de la ciudad con la zona norte de expansión. Comienza en el cruce de las calles Roldán y Marín, Rastro (antes Correa Weglison) y Madre Soledad Torres Acosta, y termina en la plaza Jaén por la Paz, junto a la estación de tren que le da nombre. Es una vía con gran relevancia, tanto comercial como transportista.

## Nombres históricos
A lo largo de la historia, desde su construcción, ha recibido distintos nombres. Fue inicialmente Avenida del Marqués de la Casa Loring, para posteriormente llamarse Paseo de Alfonso XIII, Avenida de la Libertad, Avenida del Generalísimo y Paseo de la Estación.

## Edificios significativos de Jaén
- Caja Rural de Jaén.
- Residencia de las Hermanitas de los Pobres.
- Delegación de la Consejería de Salud.
- Edificio de sindicatos.
- Delegación del Gobierno Andaluz.
- Subdelegación del Gobierno.
- Hotel Condestable Iranzo.
- Museo Provincial de Jaén.
- Iglesia de Cristo Rey.
- Colegio de Nuestra Señora de la Capilla.
- Clínica de Cristo Rey.
- Museo Internacional de Arte Íbero.
- Instituto Virgen del Carmen.
- Instituto Santa Catalina de Alejandría.
- Edificio del Banco de España.
- Edificio de la antigua Caja de Jaén.